# Manoel Maia
Manoel Maia é um bairro do município brasileiro de Coronel Fabriciano, no interior do estado de Minas Gerais. Localiza-se no distrito Senador Melo Viana, estando situado no Setor 6. Segundo o censo demográfico de 2022, realizado pelo Instituto Brasileiro de Geografia e Estatística (IBGE), sua população era de 1 392 habitantes e havia 480 domicílios particulares permanentes ocupados.
De acordo com o IBGE, em 2010 a população era de 1 280 habitantes e havia 422 domicílios particulares.

## História e descrição
A área onde está situado o atual bairro pertencia originalmente ao lavrador Manoel Maia Filho (1899–1974), que atuou como juiz de paz no antigo distrito Melo Viana (atual distrito-sede fabricianense), pertencente a Antônio Dias, e residia alternadamente entre os povoados da Serra dos Cocais e a cidade. Na década de 1960, a propriedade foi vendida para a Corcovado Imóveis, administrada por Joaquim Cezar Santos. O primeiro nome da localidade foi Apara Foice, mais tarde rebatizada de Manoel Maia em homenagem ao antigo proprietário das terras.
Trata-se de um bairro com incidência considerável de criminalidade. É cortado pelo ribeirão Caladão, que por vezes provoca enchentes na localidade em eventos de chuvas intensas. Dentre os principais pontos de referência, destaca-se a Igreja São João Batista, subordinada à Paróquia São Francisco Xavier.

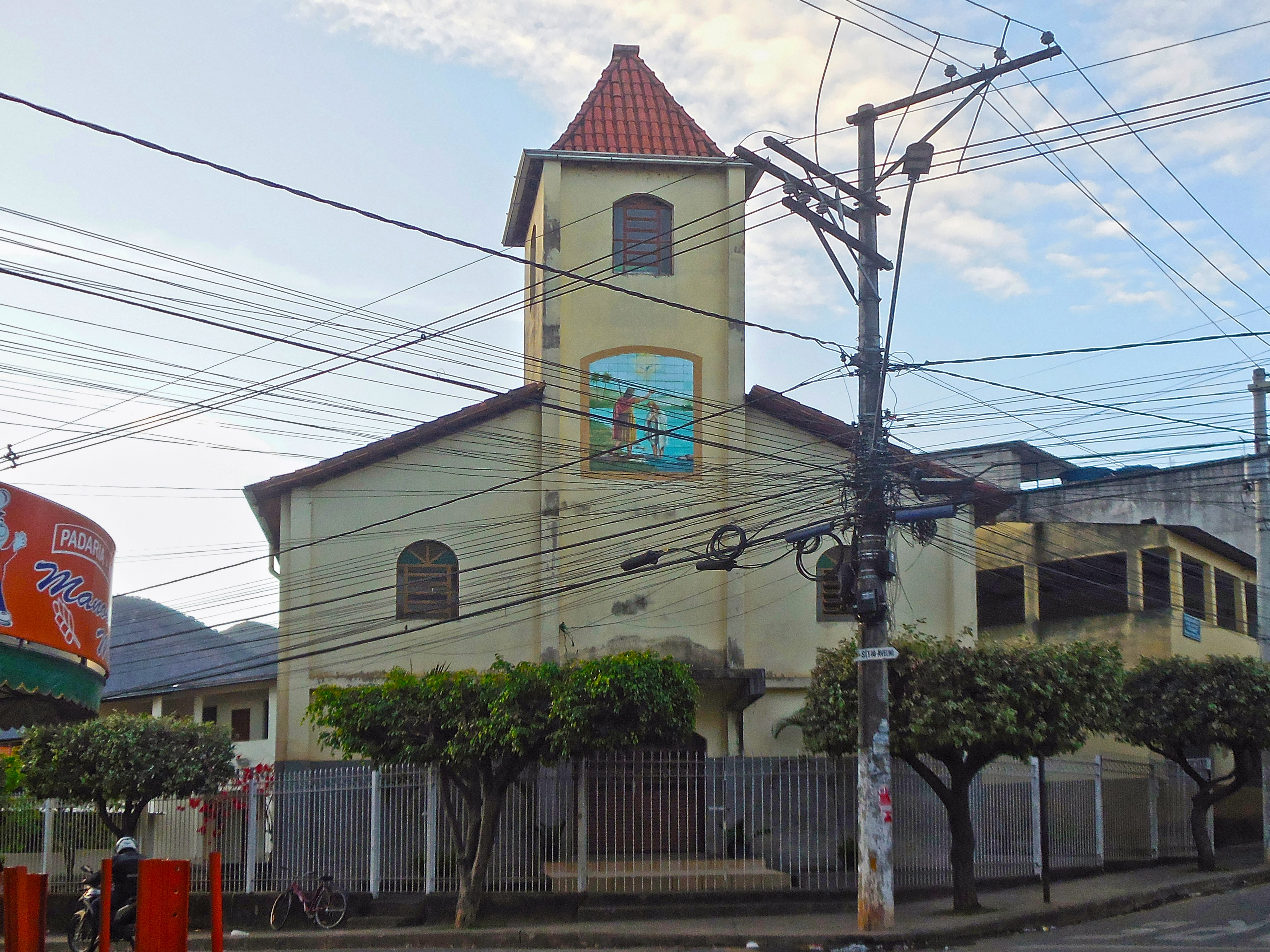
Fachada da Igreja São João Batista, pertencente à Paróquia São Francisco Xavier.
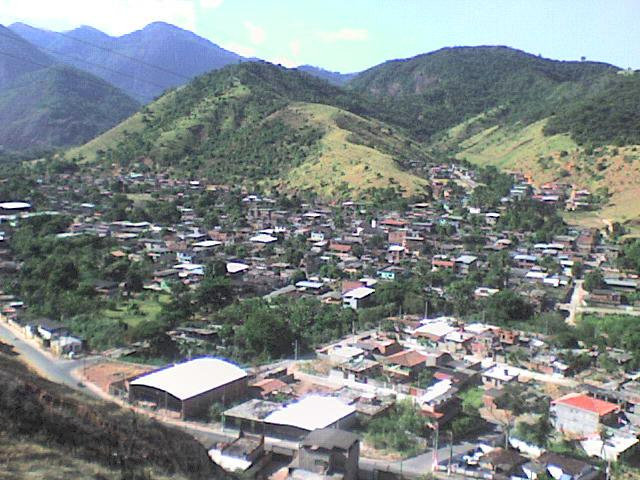
Região do Manoel Maia (ao centro) vista do Monte Alipinho: em primeiro plano o Residencial Fazendinha e ao fundo à direita da imagem o São Cristóvão.